# حسن جوهرجي
حسن جوهرجي (بالفارسية: حسن جوهرچی) (28 يوليو 1968 في طهران - 3 فبراير 2017)، هو ممثل إيراني بدأ مسيرته الفنية عام 1988. اشتهر بالتسعينات وذلك بعد تمثيله مسلسل «في جوارك».

## روابط خارجية
- حسن جوهرجي على موقع IMDb (الإنجليزية)
- حسن جوهرجي على موقع قاعدة بيانات الفيلم (الإنجليزية)